# アイスセンター
株式会社アイスセンター（あいすせんたー）は、横浜市港北区綱島東にある食品会社である。

## 概要
創業は1974年9月。当初は“キャベツからアイスクリームまで”というキャッチコピーでスタートした。その触れ込み通り主に冷凍食品関係を扱っているが、それに限らず乾物、食塩、洗剤、安納芋など取扱いしている製品は多岐に渡る。配送は東京23区や横浜、川崎が中心であったが、営業地域を徐々に広げている。また地域との交流も多く、納品代行業務なども取り扱っている。更に「アイスセンターグループ」として城南島食堂を始めとする飲食店を数多く経営しており、単なる卸会社としてのみの業務に囚われない営業活動を行っている。特にオリジナルブランドである「太陽海塩」の輸入・販売に関して積極的である。
現在ではあまり盛んではないが、ラオス人民民主共和国との業務提携を行っていたこともある。

## 事業所
- 横浜本社 - 神奈川県横浜市港北区綱島東6-11-51
- 湘南営業所 - 神奈川県茅ヶ崎市下寺尾2059-1

## 役員
代表取締役：浜田駿
食品部取締役部長：岡田尚治
監査役：浜田花江